# 대한민국 민법 제157조
대한민국 민법 제157조는 기간의 기산점에 대한 민법총칙 조문이다. 

## 조문
제157조(기간의 기산점) 기간을 일, 주, 월 또는 연으로 정한 때에는 기간의 초일은 산입하지 아니한다. 그러나 그 기간이 오전 영시로부터 시작하는 때에는 그러하지 아니하다.

## 해설
예를 들어 어떤 사람이 지인으로부터 2017년 5월 20일 13시에 돈을 빌려 3일 후에 갚겠다고 약속했다면, 엄밀하게는 2017년 5월 23일 13시까지 갚는 것이 맞지만, 이 조항에 의하면 돈을 갚는 시한은 2017년 5월 24일 0시가 된다. 즉, '초일'인 2017년 5월 20일 13시부터 2017년 5월 21일 0시 전까지는 산입하지 않는다.

## 사례
9차 개헌 후의 대통령의 임기는 5년이고, 보통 2월 25일 0시시에 임기가 개시되어 만기일은 5년 후의 2월 25일 0시 직전이었다. 그러나 18대 대통령 박근혜가 파면 당하여 조기 대선으로 선출된 19대 대통령 문재인은 중앙선거관리위원회의 의결이 2017년 5월 10일 08시 09분에 이루어지고 당선 즉시 취임하였으므로, 초일인 5월 10일은 적용되지 아니한다. 따라서 문재인 대통령의 임기는 2022년 5월 11일 0시 직전까지가 된줄 알았으나 작년 5월 중앙선거관리위원회 회의에서 문재인의 임기의 초일불산입 원칙을 적용하지 않고 5월 9일로 정했다 그래서 5월 9일 23시 59분 59초까지 문재인의 임기였다가 5월 10일 0시 0분 0초에 20대 대통령인 윤석열 대통령이 취임하였다.

## 참고 문헌
- 오현수, 일본민법, 진원사, 2014. ISBN 978-89-6346-345-2
- 오세경, 대법전, 법전출판사, 2014 ISBN 978-89-262-1027-7
- 이준현, LOGOS 민법 조문판례집, 미래가치, 2015. ISBN 979-1-155-02086-9